# Joëlle le Bussy Fal
Pour les articles homonymes, voir Fal.

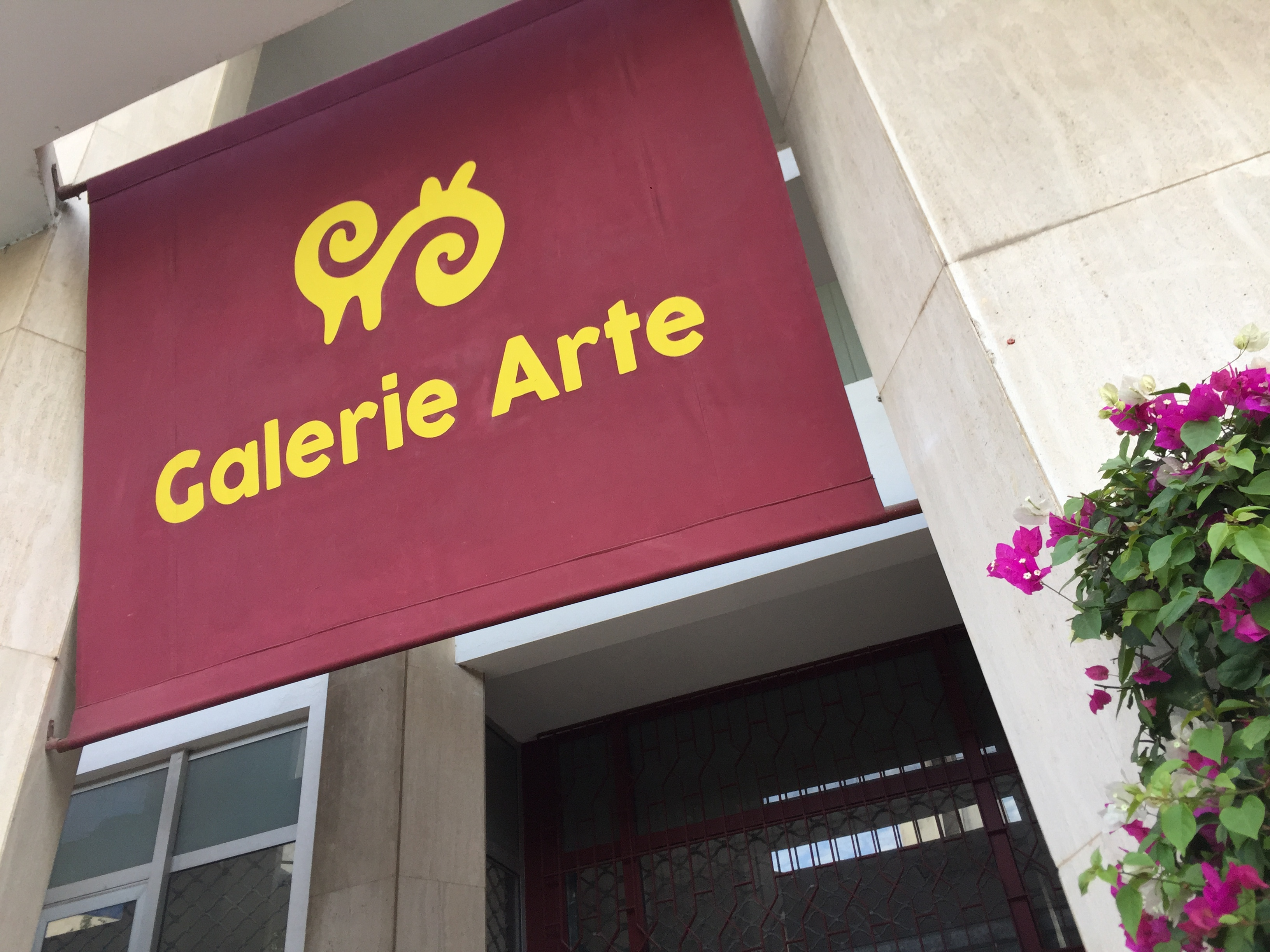
Entrée de la Galerie Arte de Dakar.

Joëlle le Bussy Fal, née le 1er février 1958 à Mont-de-Marsan, France, est une artiste plasticienne française et sénégalaise. Elle est installée à Dakar, Sénégal, où elle fonde la Galerie Arte en 1996.

## Biographie
D'origine belgo-congolaise, Joëlle le Bussy fonde la Galerie Arte en 1996 par dans le quartier du Plateau à Dakar. Depuis 2009, elle possède une succursale à Saint-Louis du Sénégal, ville classée au patrimoine de l’humanité. Elle est également Présidente de l’association PAVA, pour la Promotion des Arts Visuels d’Afrique. En 2009, elle est nommée Présidente des Arts et des Lettres par Amadou Diaw, Secrétaire Général de Saint-Louis 350. À partir de là, elle fonde le festival d'art contemporain, Le Fleuve en Couleurs et impose, par ce biais, la ville de Saint-Louis comme Grand Off pour la Biennale des Arts ; Le Fleuve en Couleurs est un événement organisé annuellement.
Sa galerie présente des meubles et objets en bois précieux du continent, qu'elle dessine et crée dans ses ateliers dakarois par des ébénistes casamançais expérimentés. Elle expose également beaucoup d'artistes africains (peintres ou sculpteurs) et participe à la promotion d'objets artisanaux, de bijoux ou encore de tissus d’Afrique de l’Ouest.

## Activités

### Commissariat d’Exposition
- 2000-2005 : membre du conseil scientifique de la Biennale des Arts de Dakar.
- 2005-2007 : Le Viaduc des Arts, Paris, France.
- 2008-2009 : exposition à la Grande Chancellerie de la Légion d’Honneur, Paris, France.
- 2005 : La Fabrique de la Gare, Bonnieux, France.
- 2009 : La Petite Tulière, Grignan, France.

### Actions Bénévoles à Saint-Louis
- 2009-2010 : présidente des Arts et des Lettres de Saint-Louis 350 (célébration des 350 ans de la ville).
- 2010-2012 : fondatrice de la manifestation d’arts visuels le Fleuve en Couleurs.
- 2010-2012 : organisation de la Biennale des Arts Off de Dakar.
- 2010 : commissaire de l’exposition Carte blanche à la Galerie Arte, à l’Institut français.
- 2012 : organisatrice de l’exposition Jam-Salam avec résidences d’artistes marocains et sénégalais.

### Expertise en Artisanat
- 2002-2007 : membre du jury de sélection au  SIAO (Salon International de l’artisanat de Ouagadougou, Burkina-Faso).
- 2009-2011 : présidente du jury pour le prix d’excellence de l’Unesco, Bamako, Mali.
- 2012 : membre du jury de sélection au  SIAO (Salon International de l’artisanat de Ouagadougou, Burkina-Faso).

### Designer
- 1998 : fondation d’un studio de design et d’un atelier d’ébénisterie à Dakar, Sénégal.
- 2005 : exposition au Salon Cocoon, Bruxelles, Belgique.
- 2006 : workshop de designers internationaux dans les ateliers de Joëlle le Bussy, Biennale des Arts de Dakar, Sénégal.
- 2008-2009 : exposition au New York Gift Fair, New York, États-Unis.
- 2009-2010 : exposition à ICFF, New York, États-Unis.
- 2011 : exposition au salon Maison et Objets, Paris, France.
- 2008 : prix du design à la Biennale de l’Art Africain Contemporain de Dakar, Sénégal.

### Professeur de design
Elle donne des cours d’Initiation au design depuis 2012 à l'Université Gaston Berger de Saint-Louis du Sénégal.